# Exaudi
Z latinského slova Vyslyš.

## Křesťanství
V církevním roce se takto nazývá neděle po Nanebevstoupení, které obvykle ale spadá na čtvrtek. 
Jedná se o neděli, ve které církev přednáší své prosby. Ty jsou následně jako když vyslyšeny vylitím Ducha svatého v neděli o týden později, tedy na Letnice, které tak vychází 10 dní po Nanebevstoupení a 50 po Velikonocích. 
Jedná se tedy o jakési přechodné období, ve kterém se za nás Kristus přimlouvá u svého Otce, ke kterému již odešel, ale Přímluvce ještě nepřišel.

## Původ
Jedná se o tvar latinského slovesa exaudio (do češtiny překladatelné jako jasně slyším) ve 2. os. j.č. imperativu (rozkazovací způsob) prézenta aktiva.